# Collaea
Collaea es un género de plantas con flores  perteneciente a la familia Fabaceae. Es originario de Sudamérica. Comprende 42 especies descritas y de estas, solo 9 aceptadas.

## Taxonomía
El género fue descrito por Augustin Pyrame de Candolle y publicado en Annales des Sciences Naturelles (Paris) 4: 96. 1825.

## Especies aceptadas
A continuación se brinda un listado de las especies del género Collaea aceptadas hasta julio de 2014, ordenadas alfabéticamente. Para cada una se indica el nombre binomial seguido del autor, abreviado según las convenciones y usos.	
- Collaea argentina Griseb.
- Collaea aschersoniana (Taub.) Burkart
- Collaea cipoensis Fortunato
- Collaea latisiliqua (Desv.) Benth.
- Collaea longiflora (Arn.) Benth.
- Collaea paraguariensis (Hassl.) R. Garcia
- Collaea pendula (Pers.) Benth.
- Collaea speciosa (Loisel.) DC.
- Collaea stenophylla (Hook. & Arn.) Benth.